# Любарська вулиця (Київ)
Лю́барська ву́лиця — вулиця в Дарницькому районі міста Києва, житловий масив Позняки. Пролягає від вулиці Івана Кочерги до Здолбунівської вулиці.
Прилучаються Тепловозна вулиця, проспект Петра Григоренка та Любарський провулок.

## Історія
Любарська вулиця виникла у 1-й половині XX століття. Мала назву 3-тя Жовтнева вулиця. Сучасна назва — з 1955 року, на честь смт Любар Житомирської області. У 2000-х роках вулиця була значно скорочена у зв'язку з будівництвом мікрорайону № 4-а житлового масиву Позняки.